# بری دومینی
بری دومینی (انگلیسی: Barry Dominey; ۲۱ اکتبر ۱۹۵۵ – ۲۲ مارس ۲۰۰۵) بازیکن فوتبال اهل بریتانیا بود.
از باشگاه‌هایی که در آن بازی کرده‌است می‌توان به باشگاه فوتبال کولچستر یونایتد و باشگاه فوتبال یئوویل تاون اشاره کرد.